# バラバンバ
『バラバンバ』は、永井豪による漫画作品。および続編の『バラバンバ2』と原作を基にしたアダルトアニメでもある。

## あらすじ
バラバンバ
宇宙海賊のバラバとその相棒であるロボットのダコタは、追手から逃れるべく別次元へと跳躍した。
地球にたどり着いたとき、バラバは美少女に、ダコタは謎の生き物に姿を変えられていたことに気付く。その場にいた少年蛮場宙太は、美少女となったバラバにほれ込むあまり、強姦同然に処女を奪ってしまう。
バラバンバ2
前作『バラバンバ』から幾年か経ち、美しく成長した魔女バラバは人間界に訪れ、少年・白間淳の前に現れた。

## 登場人物

### メインキャラクター
バラバ
宇宙海賊。次元跳躍の結果、超能力を得た代償として美少女の姿にされた。
超能力を維持するには、1か月にわたる「魔女睡眠」に入る必要があり、その間は姿が大粒のダイヤになる。
ダコタ
バラバの相棒。もともとはロボットだったが、次元跳躍の結果、奇妙な生物の姿にされた。
OVAでは同じ立ち位置のキャラクターとしてミアが登場する。
蛮場宙太（ばんばちゅうた）
バラバとダコタの着地を目にしてしまった少年。バラバと会うまでは性交渉の経験がなかった。
白間淳
『バラバンバ2』のメインキャラクターで、黒魔術による悪魔召喚を夢見る少年。

### その他
暮尾麻衣子（くれおまいこ）
投山高校の女子生徒で、「投山高のクレオパトラ」と評されるほどの美少女。

## 書誌情報
- 『バラバンバ 1』 1984年10月26日発売 ISBN 4-06-104101-0
- 『バラバンバ 2』 1984年10月26日発売 ISBN 4-06-104102-9
- 『バラバンバ2 1』 1987年12月17日発売 ISBN 4-88275-015-5
- 『バラバンバ2 2』 1988年5月23日発売 ISBN 4-88275-016-3
- 『バラバンバ 魔族編』 1990年7月16日発売 ISBN 4-7962-4057-8
- 『バラバンバ 淫魔編』 1990年8月16日発売 ISBN 4-7962-4061-6
- 『超能力少女バラバンバ』 日本文芸社〈フィルム・コミックス〉 1985年8月発売 ISBN 4-537-00550-5

## アダルトアニメ
1985年6月21日に『超能力少女バラバンバ』（ちょうのうりょくしょうじょバラバンバ）のタイトルでジャパンホームビデオからOVA（VHS:KA-1025）が発売された。18歳未満は視聴不可。

### スタッフ
- 原作 - 永井豪（バラバンバ 講談社 スコラ刊）
- 総合プロデューサー - 芝崎寛政
- プロデューサー - 小西正夫
- アシスタントプロデューサー - 鈴木守
- 企画製作 - 株式会社ヒロメディア
- 製作協力 - 有限会社にしこプロ
- シナリオ - 江章ゲン
- 絵コンテ - 耕作
- 演出 - 白川和之
- 作画監督 - 工藤正明
- キャラクターデザイン - 佐藤起己
- メカデザイン - 元漆建
- 原画 - 元漆建、工藤正明、スタジオウエィブ
- 監督 - ニシコプロ、スタジオウエィブ
- 仕上 - スタジオウエィブ
- 美術背景 - 金顕出
- パッケージイラスト - 元漆建